# ناحية رسم حرمل الإمام
ناحية رسم حرمل الإمام إحدى نواحي سوريا تتبع إداريّاً لمحافظة حلب منطقة دير حافر ومركزها بلدة رسم حرمل الإمام، بلغ تعداد سكان الناحية 30,029 نسمة حسب التعداد السكاني لعام 2004.

## الإمام
أبو جدحة، أحمدية، بيجان، جروف، الكيارية، أبو جدحة صغير، مناطير الصفر، مزبورة، نصر الله، نجارة، رسم عبود، رسم الحرمل الإمام، رسم الكبار، رسم الخباز، رسم الكبير، رسم الكروم، رسم الشيخ، شربع، تبارة ماضي، تل السوس، تل حطابات، أم العمد، زعرايا، شويليخ.